# Fokker Dr.I
Fokker Dr.I (Dr betegner at flyet havde 3 sæt vinger, Dreidecker) er en af de mest velkendte flytyper produceret under 1. verdenskrig. Sandsynligvis fordi flyet forbindes med verdenskrigens kendteste es, Manfred von Richthofen, også kendt som Den Røde Baron. Fokker Dr.I er 577 cm lang, 295 cm høj, har et vingefang på 719 cm og en nettovægt på 405 kg. Flyet har en 80 kW rotationsmotor, som giver en topfart på 165 km/t, hvilket gør Dr.I'eren til en relativt langsom maskine, men manglende topfart er opvejet af høj manøvredygtighed og stigeevne. Bevæbningen er to 7,92 mm spandaumaskingeværer, synkroniserede med propellen til at skyde ud igennem dennes diameter.
Flyet er designet af Reinhold Platz for Fokker-fabrikken. Selv om designet er tydeligt inspireret af den engelske Sopwith Triplane, havde Reinhold ikke set et Sopwith Triplane, før han påbegyndte sin egen konstruktion, og flyet optræder da heller ikke som en kopi af det engelske triplane. Anthony Fokker leverede personlig den første Fokker Dr.I til Den Røde Baron i slutningen af august 1917, og allerede d. 2. september nedskød baronen en engelsk RE 8. Det var også i et fly af denne type, at Richthofen mødte sit endeligt d. 21. april 1918.

## Galleri
- cockpit